# 이기문 (1953년)
이기문(李基文, 1953년 음력 3월 30일 ~ ) 은 대한민국의 법조인(사법연수원 14기, 사법시험 24회 합격), 정치인이다. 제15대 국회의원을 지냈다.
그동안 이기문변호사는 1985. 1. 5. 이후 현재까지 수천건에 이르는 사건을 다루었으며, 대법원 판결로 남아 있는 사건들이 다수 있다. 
한편 이기문 변호사는 1986. 4. 13. 호헌조치를 전두환대통령이 취했을 때, 이의 철폐를 주장하면서 인권변호사로 활동을 시작하였다. 정치에 입문해 13대 선거에서는 류제연 의원에게 공천을 양보하기도 하였고, 14대 총선에서는 민주당 공천에서 조철구에 밀려 탈락하여 무소속으로 출마를 하였으며, 1996. 15대 선거에서 새정치 국민회의 후보로 출마하여 당선하였다. 1982년 사법고시에 합격한 뒤 민주사회를 위한 변호사 모임의 전신인 정법회, 인천지방 변호사회에서 활동했다. 그 뒤 정치일선에서 휴식기를 가지기도 하였으며, 2005. 1. 29.부터 2007. 2. 25.까지 인천지방변호사회 회장을 역임하기도 하였다. 2002년과 2010년 지방선거에 인천광역시장 후보로 출마할 의사를 표시하기도 하였으나, 정치적 휴식기의 공백을 극복하지 못하고, 인천광역시장 출마가 좌절된 바 있다.
2013. 10. 4. 수도권매립지 주민지원협의체의 고문변호사로서 위촉되어 활동하고 있으며, 주로 토지구획정리사업 조합, 토지개발조합 관련 사건의 변호활동을 하고 있다.
한편 이기문 변호사는 2005년 인천고등학교 야구후원회 회장으로 역임하였으며,  2016. 6.16. 인천고등학교 총동문회 회장으로 추대되어 2020. 9.12. 연임 임기까지 마쳤다. 총동문회 회장으로서 활동을 하면서 전국 최초로 고교인물사를 편집하였으며, 인천고인물사를 출간하는 데 심혈을 기울였다.
뿐만아니라 사랑의 네트워크 3대 이사장으로 2018.3.1. 취임하여 2020. 2. 28.까지 인천 지역 사회를 위한 봉사활동을 펼치기도 하였다. 김장봉사, 학교폭력 예방 활동등을 펼치기도 하였고, 기부활동을 위한 자선음악회를 개최하였는데, 가수 장윤정, 노사연, 박상민 씨 등을 섭외 하여 봉사활동 기금을 조성하기도 하였다.
또한 인천고교 동문 연합회 수석 부회장으로 활동을 하면서 3회 4회 인천사랑음악회 준비위원회 위원장으로 활동을 하면서 인천사랑에 아낌없는 헌신을 하기도 하였다. 현재는 인천상공회의소 고문으로 재직하고 있다. 
2019. 10. 26. 실시된 30회 공인중개사 시험에 응시, 합격 하여 현재 부동산 중개나라라는 상호로 중개업을 겸업하고 있다.

## 학력
- 1965년 인천서곶초등학교 졸업
- 1968년  인광중학교 졸업
- 1971년 인천고등학교 졸업
- 1975년 중앙대학교 법과대학 LL.B.
- 1976년 중앙대학교 대학원 법학 (석사과정 중퇴)
- 1978년 서울대학교 대학원 법학 (1976~1978 석사과정 수료)
- 2001년 인천대학교 국제경영대학원 국제경영학 석사
- 2004년 인천대학교 경영대학원 DBA 수료
- [2019] 제 30회 공인중개사 자격 시험 응시 합격

## 정치부문

### 정치활동
- 1996년: 대한민국 제15대 국회의원(새정치국민회의, 계양구·강화군 갑)
- 1997. 새정치국민회의 인권위원장 역임

## 변호사 활동
- 제24회 사법시험합격, 1982
- 사법연수원 수료 14기, 1984.12
- 변호사 업무 개시,  1985.1
- 인천지방변호사회 회장 역임(2005~2007)
- 수도권 매립지 주민지원협의체 고문변호사 (2015. 10. 4.~ 2019. 10.)

## 저서
- 석사학위논문 《다국적기업의 전략적 행동패턴과 본국국가시스템과의 관계에 관한 연구》, 2001
- 《부동산공시법령》, 1989
- 《글로벌 기업의 경영전략》, 2002
- 《또 하나의 계단을 오르며》, 2007
- 《이기문변호사의 신호등 없는 세상》, 2009

## 가족
- 처 정순옥
  - 장남 이일현
  - 차남 이보현

## 역대 선거 결과
|  | 19.11% |

|  | 32.37% |